# 卡多雷地区洛伦扎戈
卡多雷地区洛伦扎戈（義大利語：Lorenzago di Cadore）是意大利威尼托大区贝卢诺省的一个市镇。总面积27.95平方公里，人口588人，人口密度21.0人/平方公里（2009年）。国家统计（ISTAT）代码为025032。